# Toni Filipi
Toni Filipi, né le 1er mars 1996 à Zadar, est un boxeur croate.

## Carrière
Sa carrière amateur est principalement marquée par une médaille de bronze remportée aux Jeux européens de 2019 dans la catégorie des poids lourds.

## Palmarès

### Jeux européens
- Médaille de bronze en -91 kg en 2019 à Minsk, Biélorussie

### Jeux méditerranéens
- Médaille d'argent en -91 kg en 2018 à Tarragone, Espagne

### Jeux olympiques de la jeunesse
- Médaille d'argent en -91 kg en 2014 à Nankin, Chine